# 島津久基
島津 久基（しまづ ひさもと、1891年（明治24年）4月16日 - 1949年（昭和24年）4月8日）は、国文学者、東京大学文学部名誉教授。

## 経歴
出生から修学期
1891年、鹿児島県で生まれた。生家は島津氏分家・花岡島津家。鹿児島県立第一鹿児島中学校 (旧制)を経て、第七高等学校造士館 (旧制)に進み、1913年に卒業。東京帝国大学文科大学に進学し、1916年に卒業。
国文学研究者として
卒業後は、第一高等学校教授となった。その後、母校の東京帝国大学助教授となったが、1926年に病気のため辞職。1935年、学位論文『近古稀覯小説ノ研究』を東京帝国大学に提出して文学博士号を取得。病気療養の後、1943年に再び東京帝国大学教授となった。また、在任中には東洋大学教授なども兼任した。1949年に死去。

## 研究内容・業績
『源氏物語』岩波文庫版で、本文の傍らに主語を記する方式を初めて用い、現在も踏襲されている。その他、古代・中世の伝説・説話・物語文学を研究した。

## 著作
著書
- 『源氏物語：紫式部』中興館 1921
- 『日本新文典』藤村作共著、至文堂 1921
- 『近古小説選』中興館 1927
- 『上世文学選』中興館 1928
- 『中世文学選』中興館 1928
- 『近古小説新纂』初輯 中興館  1928
- 『随筆評論選』中興館 1929
- 『羅生門の鬼：国民伝説二十三話』 新潮社 1929
  - 文庫化 『羅生門の鬼』平凡社東洋文庫 1975
- 『竹取物語』岩波文庫 1929
- 『近世文学選』中興館 1929
- 『源氏物語』(全4巻) 岩波文庫教科書版 1932
- 『国民伝説類聚』前輯、大岡山書店 1933
- 『対選国文新抄』中興館 1933
- 『義経伝説と文学』著、明治書院 1935
- 『お伽草子』岩波文庫 1936
- 『祖国文芸と国民教育』著、日本文化協会 1936
- 『源氏物語新考』 明治書院、1936
- 『今昔物語集』春陽堂書店(大日本文庫,文学篇) 1937-1943
- 『古典新抄』主巻、中興館 1938
- 『国文学の新考察』著、至文堂 1941
- 『やまとごころ』著、成武堂 1942
- 『歓喜咲』著、河出書房 1942
- 『釈評源氏物語』(全5巻) 中興館、1930-1942
- 『紫式部』(日本文学者評伝全書) 青梧堂 1943
- 『日本国民童話十二講』山一書房 1944
- 『源氏物語新考』明治書院 1946
- 『国文学ノート』河出書房 1947
- 『鎌倉つれづれ草』矢島書房 1947
- 『日本文学考論』河出書房 1947
- 『やさしい国語辞典』同学社 1948
- 『竹取物語精解』技報堂 1949
- 『紫式部の芸術を憶ふ：源氏物語論攷』要書房 1949

共著
- 『源氏物語研究』山岸徳平共著、新潮文庫 1938